# Pollanisus empyrea
Pollanisus empyrea là một loài bướm đêm thuộc họ Zygaenidae. Nó là loài đặc hữu của the temperate parts of Tây Úc.
Chiều dài cánh trước là 8-8.5 mm đối với con đực và females. Có thể 2 lứa một năm vì con trưởng thành bay vào cuối hè và cuối thu.
Ấu trùng có thể ăn Hibbertia.